# Drømmepigen (film fra 2010)
 For alternative betydninger, se Drømmepigen. (Se også artikler, som begynder med Drømmepigen)
Drømmepigen er en dansk kortfilm fra 2010 instrueret af Tammes Bernstein.

## Handling
Denne artikel mangler et handlingsreferat. Hjælp os med at skrive det.

## Medvirkende
- Nikolaj Dencker Schmidt
- Julie Christiansen
- Thomas Hilsdon
- Jeannie Hans
- Christian Lamche
- Julie Marker